# RSP (音楽グループ)
RSP（アールエスピー）は、日本の女性ボーカル音楽ユニット。
所属レコード会社はソニー・ミュージックレコーズ／MASTERSIX FOUNDATION。

## 略歴
ソニー・ミュージックエンタテインメント（SME）と読売テレビ（ytv）が主催の『HIPHOP・R&Bダンスユニット』を結成してデビューさせるオーディションプロジェクト「REAL STREET PROJECT」にて、5,000組を超える候補者から選ばれ2006年に結成。
CDリリース、デビューにまつわる道のりをドキュメンタリー番組として放送。また、ユニットメンバーが出演するストリートダンスドラマを制作し放送。
2007年8月にリリースしたセカンド・シングル「Lifetime Respect -女編-」（2001年にヒットした三木道三の「Lifetime Respect」のアンサーソング）で、オリコン最高位4位を獲得した。着うたもミリオンを突破。ノンタイアップながら、三木道三の音源をサンプリングし、女性視点で歌うという手法で、有線をきっかけに話題が広まり、2007年7月度の“問い合わせ”チャート1位を獲得。
2007年のベストヒット歌謡祭と第40回日本有線大賞でそれぞれ最優秀新人賞を受賞した。
2009年2月25日よりダンサー4人がd-RSP、ボーカル2人が引き続きRSPとして活動することが発表されたが、d-RSPは2009年を以て解散した。
2013年11月3日、大阪ワンマンライブをもって解散。

### 限定復活
「RSP限定復活!故郷ライブツアー」として二人の故郷である福岡県（saki）、京都府（Ai）で別日に行われた。
このライブではRSP時代の楽曲はもちろん、二人のソロ活動の楽曲も披露された。

## メンバー

### ボーカル
- Ai （松尾藍、1985年6月16日）京都府出身
- Saki （八山早紀子、1981年12月18日）福岡県出身（唯一の関西圏外からのメンバー）

### 元メンバー
- Tomo （矢本友広、1983年9月22日 - ）兵庫県出身
- Eri （板谷映里、1985年3月23日 - ） 大阪府出身
- Hiromu （江本浩武、1986年10月13日 - ）大阪府出身
- Yui （船瀬唯、1989年5月8日 - ）大阪府出身

## 作品

### シングル
| 枚   | 発売日         | タイトル                                      |
| ---- | -------------- | --------------------------------------------- |
| 1st  | 2006年12月6日  | A Street Story                                |
| 2nd  | 2007年8月8日   | Lifetime Respect -女編-                       |
| 3rd  | 2008年2月6日   | 感謝。                                        |
| 4th  | 2008年7月2日   | M 〜もうひとつのラブストーリー〜              |
| 5th  | 2008年12月10日 | LA・LA・LA LOVE SONG 〜ここから始まる恋物語〜 |
| 6th  | 2009年2月25日  | さくら 〜あなたに出会えてよかった〜           |
| 7th  | 2009年6月3日   | アンマー 〜母唄〜                             |
| 8th  | 2009年10月21日 | 恋哀歌 〜あの日に帰りたい〜                   |
| 9th  | 2010年3月10日  | 旅立つキミへ                                  |
| 10th | 2010年7月7日   | アイコトバ                                    |

### アルバム
| 枚  | 発売日        | タイトル |
| --- | ------------- | -------- |
| 1st | 2008年8月27日 | DICE     |
| 2nd | 2010年9月29日 | ii       |

### 参加作品
- CLIFF EDGE『for You』（2008年9月24日） M-1「また二人で… ～あの日の帰り道～ feat.RSP」
- ハジ→『ハジバム』（2011年1月26日） 6.「指輪と合鍵。feat. Ai from RSP」
- 強『スーパースター』（2014年4月16日）7.「ヴァージンロード feat 藍(ex RSP)」
- 強『強BEST』（2015.11.18）7.「ヴァージンロード feat.藍」 10.「泡沫のsummer love feat.SAKI (ex. RSP)」

### ビデオ・DVD
- REAL STREET （2007年2月28日）主演ドラマと音楽映像集

### タイアップ
| 曲名                    | タイアップ                                                   |
| ----------------------- | ------------------------------------------------------------ |
| A Street Story          | よみうりテレビ系ドラマ「REAL STREET」主題歌                  |
| この街の片隅で          | よみうりテレビ系ドラマ「REAL STREET」挿入歌                  |
| Lifetime Respect -女編- | 日本テレビ系「ザ・ワイド」2007年8月度エンディングテーマ      |
| 感謝。                  | テレビ東京系アニメ「BLEACH」2008年1～3月度エンディングテーマ |
| Homie                   | 「ホスピタリティツーリズム専門学校大阪」CMソング             |
| You are my friend       | フジテレビ系「バニラ気分!」テーマソング                      |
| 旅立つキミへ            | テレビ東京系アニメ「BLEACH」2010年2月～エンディングテーマ    |
| 明るい光の中で          | ヤマザキナビスコ「ビッツサンド」CMソング                     |
| 夢道                    | goomo「青春ファイトGP!」テーマソング                         |

## 出演

### テレビドラマ
- REAL STREET

メンバー出演の読売テレビにて制作された大阪アメリカ村を舞台にしたドラマ

### ラジオ番組
- RSPのストリート魂（fm osaka）

### CM
- EPSON （読売テレビ限定・デビュー曲「A Street Story」タイアップ）

## 受賞歴
- 第40回日本有線大賞・最優秀新人賞（Lifetime Respect-女編-）